# تدوير أحادي التدفق

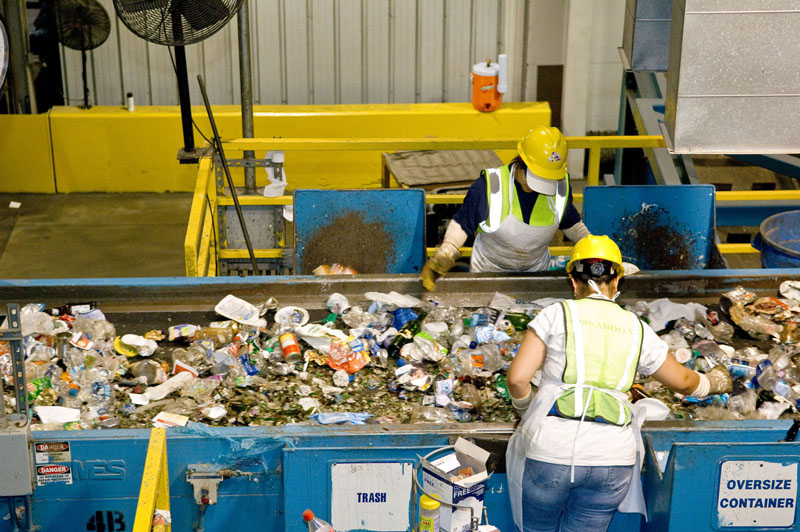

تدوير النفايات أحادي التدفق (يُعرف أيضًا باسم «الممتزج تمامًا» أو «أحادي الفرز») يشير إلى نظام يتم فيه خلط جميع ألياف الورق والبلاستيك والمعادن وغيره من الحاويات في شاحنة جمع، بدلًا من فرزها من قبل المودع إلى مواد منفصلة (مثل الصحف والورق المقوى والألواح الليفية المموجة والبلاستيك والزجاج وما إلى ذلك) ومعالجتها على نحو منفصل في جميع مراحل الجمع. في التدفق الأحادي يتم تصميم كل من نظامي الجمع والمعالجة للتعامل مع هذا الخليط الممزوج تمامًا من المواد القابلة للتدوير، مع وجود مواد يمكن فصلها لإعادة استخدامها في مرافق استعادة المواد.

## المزايا
يلاحظ المؤيدون لعملية التدفق الأحادي العديد من المزايا منها:
- جهد الفرز الأقل من قبل السكان قد يكون وسيلة ليتم وضع المزيد من المواد القابلة للتدوير في الإفريز، وقد يشارك السكان في مرحة إعادة التدوير؛
- تكاليف التجميع المنتجة أقل لأن الشاحنات ذات الحجرة الواحدة رخيصة الشراء والتشغيل، حيث يمكن أن يكون التجميع آليًا، ويمكن أن يتم تقديم طرق التجميع بطريقة أكثر كفاءة؛
- أسطول أكبر من الشاحنات التي تتسم بالمرونة والتي تسمح باستخدام المركبات ذات الحجرة الواحدة مع الفضلات أو إعادة التدوير مما يوفر قدرًا كبيرًا من المرونة، ويعمل على تخفيض عدد المركبات الاحتياطية المطلوبة. تجنب إرباك العملاء؛ حيث يتم استخدام علامة أو لافتة كبيرة للتمييز عندما تُستخدم شاحنة النفايات لإعادة التدوير.
- الحد من إصابات العمال لأن الانتقال إلى التدفق الأحادي غالبًا ما يكون مصحوبًا بالانتقال إلى صناديق التجميع المعلقة.
- التغيير إلى التدفق الأحادي قد يمنح فرصة لتحديث نظام التجميع والمعالجة وإضافة مواد جديدة لقائمة المواد المقبولة المراد إعادة تدويرها؛
- يمكن جمع أكثر من نوع من أنواع الورق، بما في ذلك رسائل البريد غير المرغوب فيها وأدلة الهاتف والأوراق الداخلية المختلطة.

## العيوب
تشمل العيوب المحتملة لنظام التدفق الأحادي الآتي:
- تكلفة رأس المال الأولية لـ:
  - العربات الجديدة
  - مركبات التجميع المختلفة
  - تطوير مرفق المعالجة
- قد تزيد تكاليف المعالجة بالمقارنة بأنظمة التدفق المتعددة
- التخفيض المحتمل لأسعار السلع بسبب تلوث الورق
- زيادة «إعادة تصنيع» الورق، مثل استخدام ألياف ذات جودة عالية في منتجات منخفصة القيمة مثل علب الكرتون بسبب وجود الملوثات؛
- الزيادة المحتملة في أسعار القمامة بعد المعالجة (وذلك بسبب زيادة كسر الزجاج)[1]
- احتمال قلة ثقة الجمهور إذا تم الاتجاه إلى دفن النفايات بسبب التلوث أو عدم القدرة على التسويق.